# Gedenkstein Freiherr von Oeynhausen

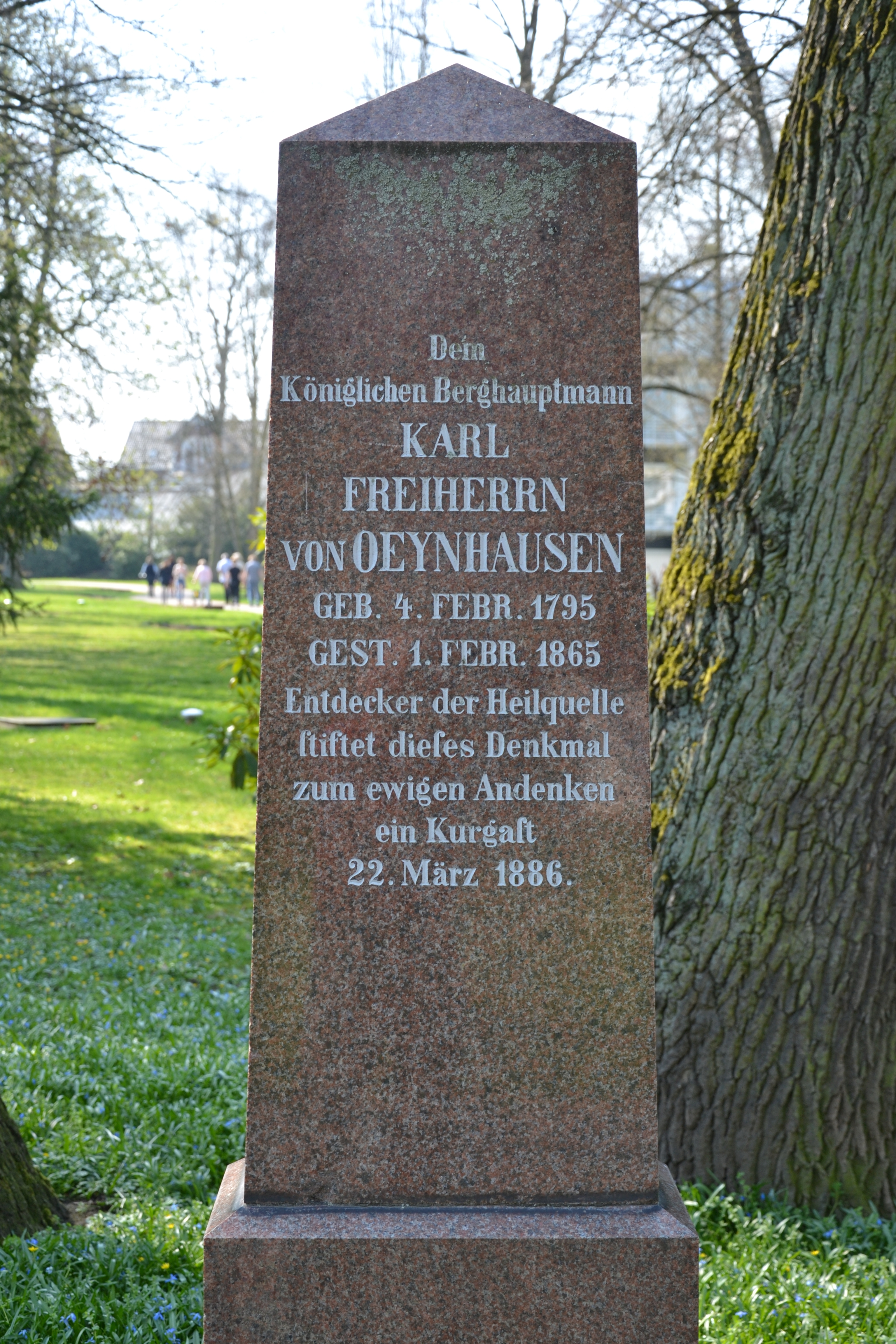
Der Gedenkstein an Karl von Oeynhausen

Der Gedenkstein Freiherr von Oeynhausen ist ein Gedenkstein für den Freiherrn Karl von Oeynhausen im Kurpark Bad Oeynhausen.

## Geschichte
Freiherr Karl von Oeynhausen ließ in der Zeit 1830 bis 1845 die erste Thermalsolequelle bei Rehme im Gebiet des heutigen Bad Oeynhausen in Ostwestfalen erbohren. Die von ihm gefundene Quelle war vom Typ der Artesischen Quellen. Mit der Einrichtung eines regulären Badebetriebs legte er die Grundlage zur Entwicklung der Kurstadt Bad Oeynhausen, die ihren Namen nach Karl von Oeynhausen erhielt.
Der 1886 von einem Kurgast gestiftete Gedenkstein wurde 1965 zum 100. Todestag von Berghauptmann Karl von Oeynhausen an seinen heutigen Standort im Kurpark Bad Oeynhausen umgesetzt.